# Radi Ensemble
Radi Ensemble was een zeer succesvol dansorkest uit het dorp Thorn in Limburg en werd in 1957 opgericht door Piet Ramakers.
In begin waren het de muzikanten Huub Hennissen, Leo Ramakers, Herman Vries en H. Bovend'Eert. In 1967 werd Jan van Dooren de vervanger van drummer H. Bovend'Eert. Omdat oprichter Piet Ramakers contact had met Johnny Hoes mocht de band een plaat opnemen op zijn platenlabel Telstar. De eerste single (een proefpersing) Sonja Addio! uit 1968 werd een groot succes. Van dit nummer werden meer dan 100.000 exemplaren verkocht. De groep ontving hiervoor een gouden plaat.
Andere hits waren Huil maar niet, kleine Eva! waarvoor ze ook een gouden plaat ontvingen Juanita, Jij alleen, Magdalena en Ramona. Ook in Duitsland bracht men diverse platen uit, waarvan één onder de naam Die Caballeros. De plaat die ze in Duitsland uitbrachten onder Die Caballeros werd met dezelfde orkestband uitgebracht onder het pseudoniem Die Manolitos welke plaat maar door één persoon gezongen werd. Dit was Ralph Siegel Jr  Het Radi Ensemble had in de jaren na 1968 tot 1978 gouden tijden en trad regelmatig op in TV shows van Ted de Braak, Eddie Becker, en de Lach en een Traan  - Show. In 1978 ging de band uit elkaar.
Bezetting:
- Piet Ramakers (Thorn, 19 februari 1921 - aldaar, 12 februari 1991)
- Herman Vries (Thorn, 10 juli 1931 - Wessem, 5 juli 2012)
- Huub Hennissen (Thorn, 6 december 1933 - Gent, 2 juni 2021)
- Jan van Dooren (Thorn, 14 juni 1944 - aldaar, 18 juli 2015)
- Lei Ramakers (Thorn, 10 september 1948 - Heel, 28 februari 2015)

## Singlelijst
- Sonja addio!/Radi-fox (1967)
- Jij alleen, Magdalena/Ik hou van jou (1968)
- Ramona/Bonna mia (1968)
- San Antonio/Ik ruil jou nooit meer in voor 'n ander! (1969)
- Huil maar niet, kleine Eva!/Steeds roept mijn hart weer naar jou (1969)
- Juanita/'n Lentenacht (1970)
- Juanita/Vergissmeinnicht (Die Caballeros) (1970)
- Wacht op mij Mona Lisa/Wanneer kom je weer (1970)
- Wart auf mich Mona Lisa/Warum, sag warum (1971)
- Bye, bye, tot morgen/Kleine Monika (1971)
- Eenzaam zonder jou/Bittere tranen (1971)
- Wini-wini/Eenzame uren (1972)
- Bella Donna/Meisjes in bikini (1972)
- Yo te quiero/Als jij eens wist (1973)
- Kom weer naar m'n eiland/Olé we danses de mambo (1974) Twee uitvoeringen van Olé wij dansen de mambo , de opname op Telstar verschilt van die op VNC label
- Nevada/Lady Cathalina (2009)